# Bystré (zámek)
Zámek v Bystrém (německy Schloss Frischberg) tvoří zámecké a hospodářské budovy obklopené parkem, jsou situované 11 km jihovýchodně od města Poličky. Zámek je chráněn jako kulturní památka České republiky a není veřejnosti nepřístupný.

## Historie
V blízkosti dnešního zámku bývala údajně již počátkem 11. století lovecká tvrz se vsí, kterou ovšem poprvé do literatury uvedl Tomáš Pešina z Čechorodu, podle Františka Palackého ji dal roku 1095 postavit Bedřich z Mokošína. Za vlády Karla IV. a později Bystré patřilo k panství Svojanov, sídlil zde purkrabí Michálek z Vlašimi, za jehož správy bylo Bystré povýšeno na městečko. Ve skutečnosti lze vznik tvrze klást až k roku 1533, za Žehušických z Nestajova. Během jejich vlády došlo k rozdělení majetku mezi více dědiců, tehdy se připomíná tzv. panský dům, zřejmě tvrz na místě dnešního zámku. Sňatkem přešlo Bystré koncem 16. století na Jana Bezdružického z Kolovrat († 1604), který v letech 1586–1590 nechal postavit renesanční zámek s trojkřídlou dispozicí.
Nově vystavěný zámek byl rodištěm dalšího majitele z rodu Kolovratů, Viléma Jindřicha Bezdružického z Kolovrat (1589–1642), jehož vláda se vyznačovala především četnými spory s bysterskými měšťany. Po jeho bezdětné smrti přešlo Bystré na vzdáleného příbuzného Oldřicha Františka Libštejnského z Kolovrat (1607–1650). Ten sice vlastnil řadu dalších statků v Čechách a zastával vysoké státní úřady v Praze a ve Vídni, ale podporoval rozvoj městečka. V roce 1641 bylo Bystré včetně zámku výrazně poničeno švédskými vojsky, v roce 1650 přešlo panství dědictvím na rod Martiniců.
Za Maxmiliána Valentina z Martinic došlo v letech 1654–1655 k zásadnímu rozšíření zámku, při stavbě hospodářských budov byla tehdy do zámeckého areálu začleněna původní tvrz ze 16. století. Po jeho smrti přešlo Bystré na čtyři dědice, kteří v roce 1686 prodali panství hraběti Janu Pavlovi z Valderode za 175 000 zlatých. Ten se ale brzy dostal do finanční tísně a v roce 1694 koupil Bystré v dražbě kníže Jan Adam I. z Lichtenštejna za 234 000 zlatých.
V letech 1707–1712 se panství Bystré stalo předmětem historicky důležité obchodní transakce. Tehdejší majitel kníže Jan Adam z Lichtenštejna vyměnil Bystré s hrabětem Jakubem Hanibalem z Hohenembsu (1653–1730) za říšské panství Vaduz, které bylo vzápětí povýšeno na knížectví Liechtenstein. Hohenemsové (psáno též Hohenemsové) se do historie Bystrého zapsali především výstavbou farního kostela sv. Jana Křtitele a radnice, za polního maršála Františka Rudolfa z Hohenemsu (1686–1756) došlo i na barokní úpravy zámku, kde byla zřízena kaple a upraveny byly prostory v hlavní budově, například velký sál se štukovou výzdobou stropů.
Rod Hohenemsů vymřel v roce 1759 a krátce nato bylo stanoveno, že v případě bezdětného úmrtí dalších dědiců přejde Bystré právem odúmrti na panovnickou dynastii Habsburků. Po roce 1759 ale Bystré ještě přes sto let přecházelo na ženské potomstvo. Nejprve to byla Marie Rebeka Hohenemsová, provdaná hraběnka z Harrachu (1742–1806), po níž je pojmenován rybník Rebeka pod zámkem. V její době byla na zámek převezena velká rodová obrazárna a knihovna, ve které se měly nacházet dva rukopisy Písně o Nibelunzích. Její dědičkou byla dcera Maria Walburga (1762–1828), provdaná hraběnka Truchsess-Zeil. Počátkem 19. století byla do Bystrého převezena rodová obrazárna z rakouského zámku Hohenems, později ale byla část sbírek prodána kvůli dluhům. Hraběnka Truchsess-Zeil v Bystrém nepobývala, jejím sídlem byl zámek Kunín u Nového Jičína.
Po roce 1828 se panství stalo předmětem vleklého soudního sporu a v roce 1848 převzala panství poslední dědička z rodu Hohenemsů, baronka Ernestina z Langetu (1804–1868). Ta musela léta opuštěný zámek znovu zařídit a založila také anglický park na místě bývalé ovocnářské a zelinářské zahrady. Za její éry se zámek v Bystrém stal kulturním centrem, hrálo se zde divadlo, pořádaly koncerty a scházeli se tu významní čeští umělci (J. Mánes, J. Neruda, J. L. Lukes). Po smrti baronky z Langetu roku 1868 vznesli nárok na Bystré Lichtenštejnové, Harrachové, Truchsess-Zeilové a další vzdáleně příbuzné rody, jejich práva však zamítl vrchní zemský soud v Praze a velkostatek přešel právem odúmrti do soukromého majetku císaře Františka Josefa. Ten také do tzv. velké titulatury převzal titul hrabat z Hohenemsu a jeho manželka, císařovna Alžběta, na svých cestách inkognito často užívala jméno hraběnky z Hohenemsu. Jako hraběnka z Hohenemsu vystupovala i na své poslední cestě do Švýcarska, kde byla zavražděna. V letech 1904–1906 pobýval na zámku Jaroslav Vrchlický, jehož zeť Gabriel Čáp zde působil jako úředník správy velkostatku.

### Zámek ve 20. století a současnost
Po vzniku Československé republiky byly všechny majetky Habsburků zkonfiskovány a z Bystrého se stal státní velkostatek se sídlem ředitelství na zámku. Po roce 1945 sloužil zámek jako sklad, od roku 1953 zde sídlilo postupně několik internátních škol. Po roce 1953 byla ze zámku odvezena obrazárna hrabat z Hohenemsu, kterou si již v protektorátní době nárokovala Říšská župa Tyrolsko-Vorarlbersko. 92 obrazů bylo nejdříve rozmístěno do několika objektů, ale nyní jsou všechny v městském muzeu a galerii v Poličce. V letech 1963–1964 byl zámek zrekonstruován, o deset let později byl obnoven park. V roce 1978 poničily interiéry zámku dva požáry, načež došlo k další rekonstrukci. Od sedmdesátých let 20. století v zámku sídlí ústav sociální péče pro mentálně postižené (nyní Domov na zámku Bystré, příspěvková organizace Pardubického kraje). Anglický park je volně přístupný.

## Galerie

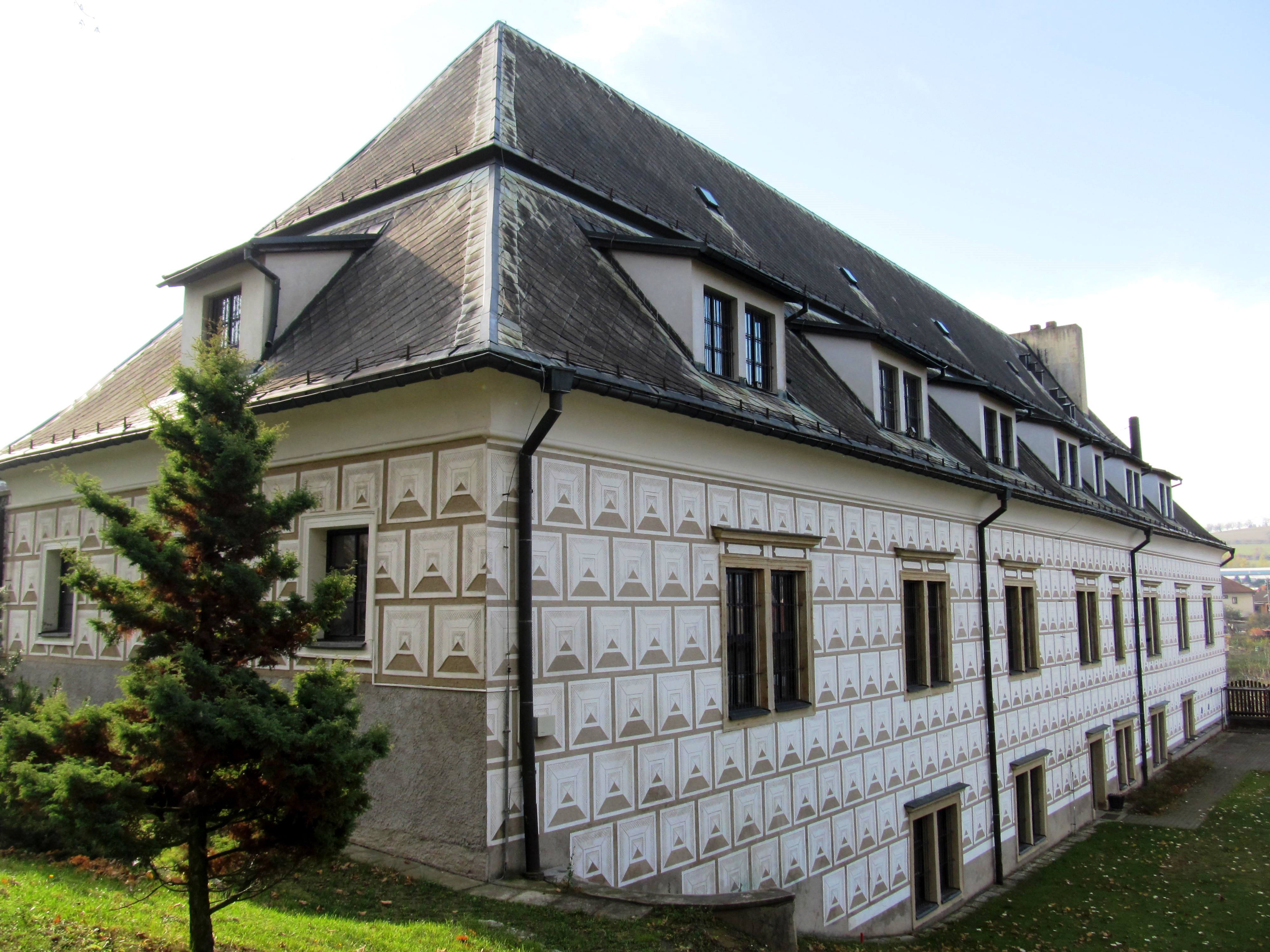
Severní křídlo zámku z konce 16. století
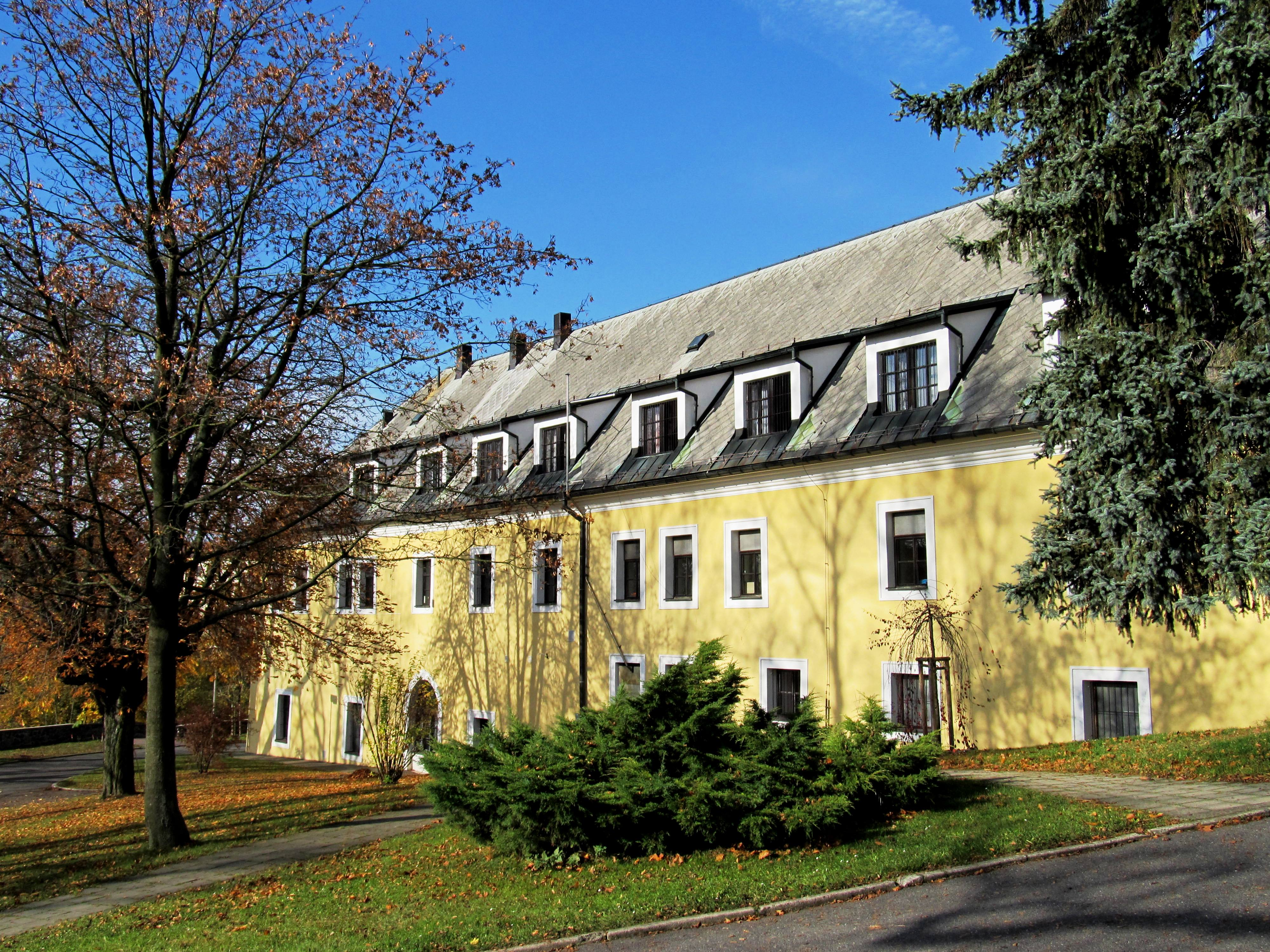
Jižní křídlo zámku z poloviny 17. století
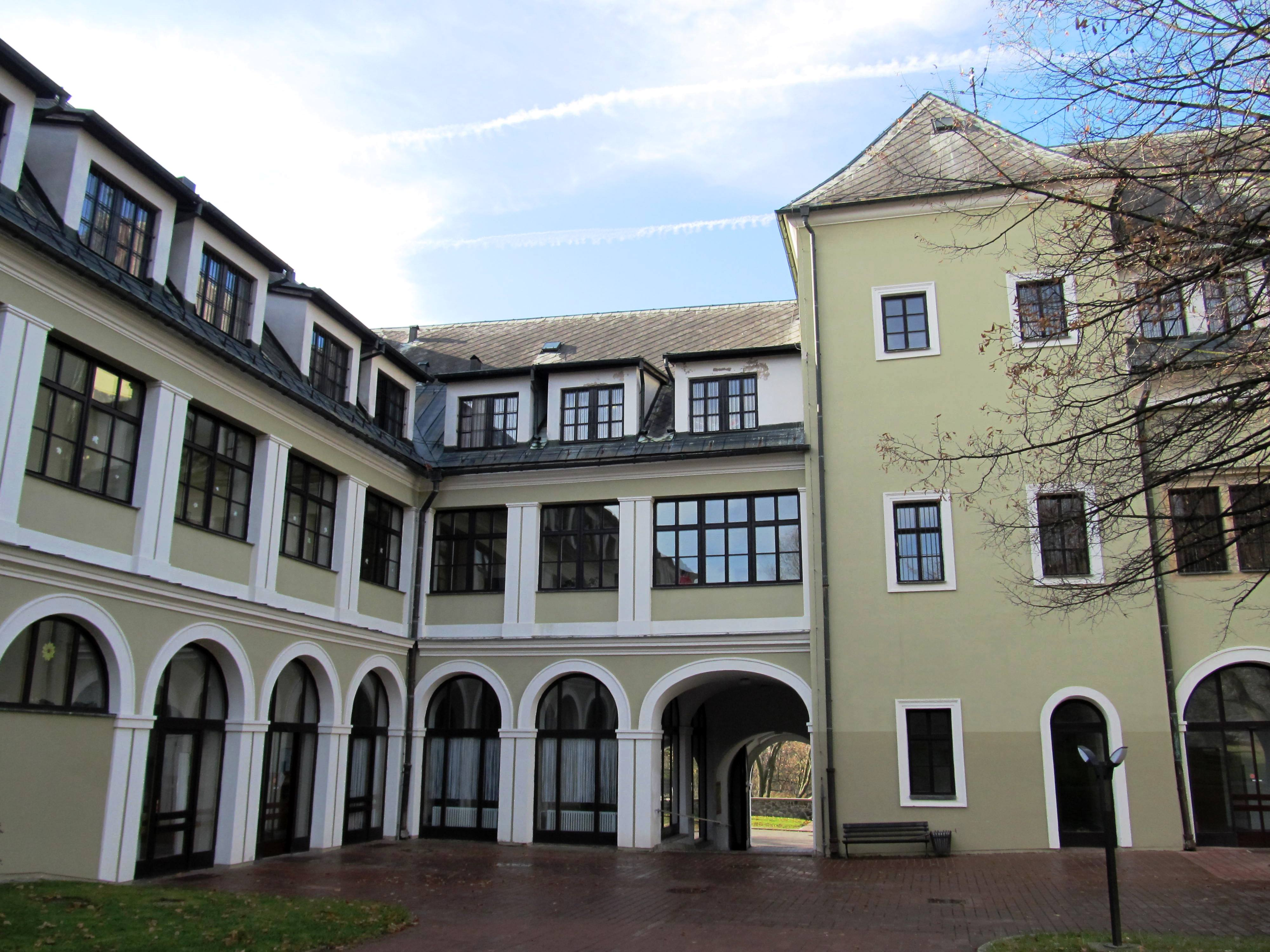
Nádvoří zámku po rekonstrukci v roce 1978
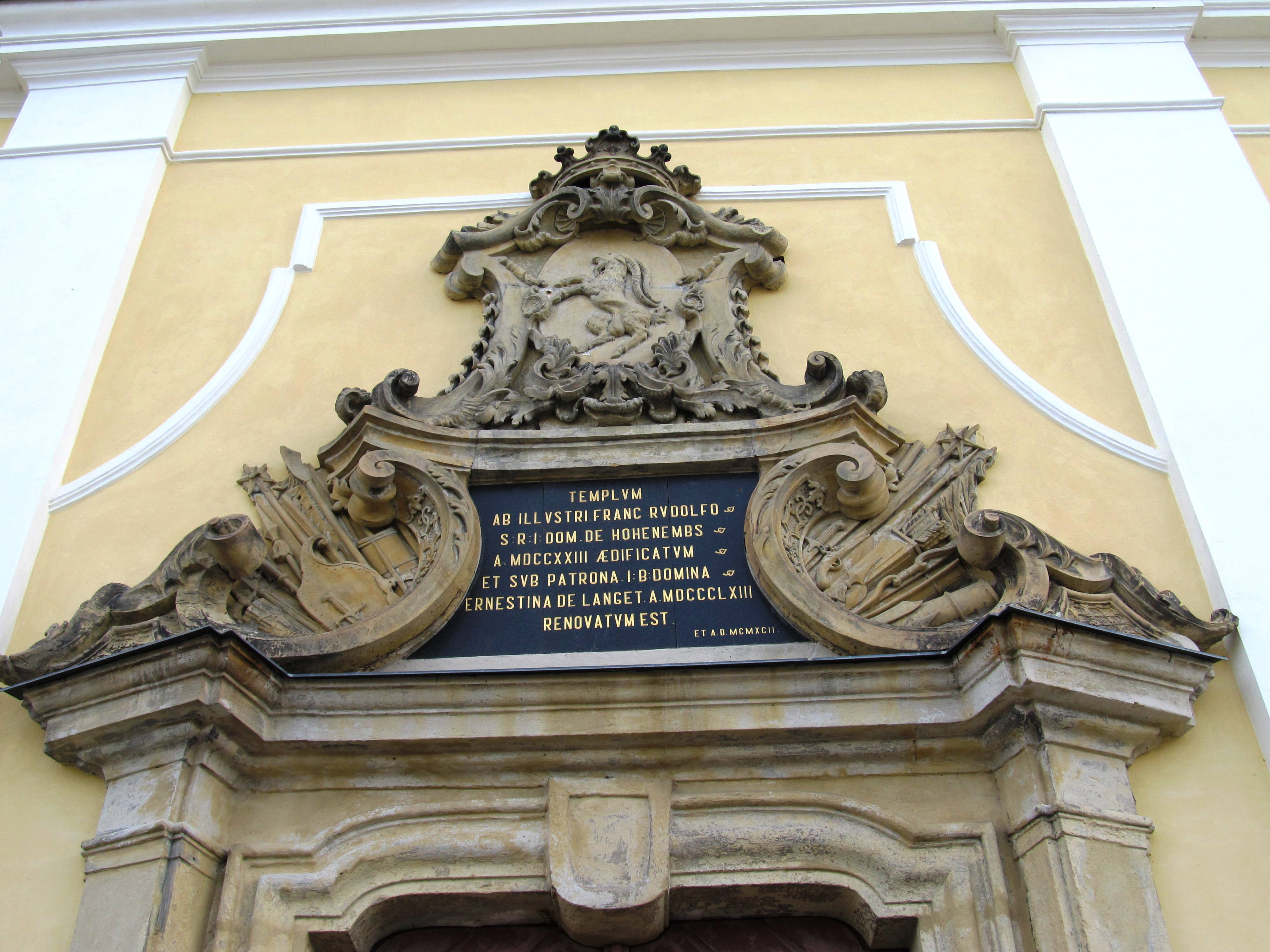
Erb hraběte Františka Rudolfa z Hohenemsu